# Włodzimierz Lubański
Włodzimierz Leonard Lubański (* 28. Februar 1947 in Gliwice-Sośnica) ist ein ehemaliger polnischer Fußballspieler und -trainer.

## Werdegang
In seiner Laufbahn spielte er bei KS Sośnica Gliwice, GKS Gliwice, Górnik Zabrze. Bis zum Jahre 1974 war er polnischer Rekordnationalspieler mit 75 Spielen und 48 erzielten Toren. In den Jahren 1966–1969 war Lubański in vier Spielzeiten hintereinander Torschützenkönig der polnischen Liga mit 23, 18, 24 bzw. 22 Treffern.
1972 nahm er an den Olympischen Sommerspielen in München teil, in denen er der Spielführer des polnischen Teams war und die Goldmedaille gewann. Mit Górnik Zabrze gewann Lubański sieben Mal die polnische Meisterschaft (1963–1967, 1971–1972) und sechs Mal den nationalen Pokal (1965, 1968–1972). 1972 wurde er zum Fußballer des Jahres durch die Zeitung Sport gekürt. Im selben Jahr belegte er bei der Wahl zu Europas Fußballer des Jahres den siebten Platz.
1973 avancierte Lubański zur wohl tragischsten Figur in der Geschichte des polnischen Fußballs, als seine sich bis dahin ausgezeichnet entwickelnde Karriere durch ein rüdes Foul im WM-Qualifikationsspiel gegen England und einen daraus resultierenden Kreuzbandriss erschüttert wurde. Polen gewann das Spiel in Chorzów mit 2:0 und Lubański war sogar einer der Torschützen. Nach einem seinerzeit als episch bewerteten 1:1 im Rückspiel im Wembley-Stadion schaltete Polen den Titelträger von 1966 aus und qualifizierte sich damit sensationell für die Fußball-Weltmeisterschaft 1974 in Deutschland, wo die polnische Mannschaft erst Italien und Argentinien hinter sich ließ, Schweden und Jugoslawien ausschaltete, aber in einem verregneten Spiel gegen die Gastgeber den Finaleinzug verpasste. Im Spiel um den dritten Platz setzten sie sich gegen Titelverteidiger Brasilien durch.
Lubański schaffte zwar später ein Comeback, erreichte jedoch nie mehr die vorherige Stärke. Erst 1977 kehrte er in die Polnische Fußballnationalmannschaft zurück und nahm an der Fußball-Weltmeisterschaft 1978 teil. Im Qualifikationsspiel gegen Dänemark (Chorzów 1977) verzichtete er auf ein sicheres Tor, um den dänischen Torwart nicht zu gefährden. Dafür wurde er mit dem Fair-Play-Preis der UNESCO honoriert. Er spielte zu diesem Zeitpunkt bereits beim KSC Lokeren in Belgien, wo er später als Assistenztrainer tätig ist.
Włodzimierz Lubański wurde sowohl in die Europa- als auch in die Weltauswahl berufen. Lubański darf wohl zusammen mit Spielern wie Zbigniew Boniek, Jerzy Gorgoń, Grzegorz Lato, Ernst Willimowski, dem offiziellen Jahrhundertfußballer Kazimierz Deyna und Torwart Jan Tomaszewski zu den besten Spielern des polnischen Fußballs gezählt werden.

## Erfolge
- Polnischer Meister (1963, 1964, 1965, 1966, 1967, 1971, 1972)
- Polnischer Pokalsieger (1965, 1968, 1969, 1970, 1971, 1972)

- Olympische Goldmedaille (1972)
- WM-Teilnahme (1978)

- Torschützenkönig im Europapokal der Pokalsieger: 1970 (7 Tore), 1971 (8)
- Polnischer Torschützenkönig: 1966 (23 Tore), 1967 (18), 1968 (24), 1969 (22)